# Visual FoxPro

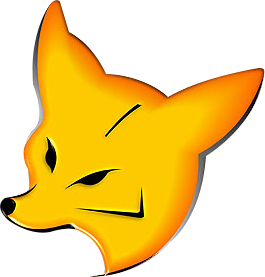
Ikona FoxPro

Visual FoxPro, VFP – system zarządzania bazą danych, obiektowy i proceduralny dynamiczny język programowania z wbudowanym własnym relacyjnym silnikiem obsługi bazy danych oraz zintegrowane środowisko programowania z Microsoftu.
FoxPro jest jednym z języków z rodziny xBase z wbudowaną obsługą języka SQL.
Visual FoxPro ma możliwość współpracy z serwerami baz danych typu SQL, oraz różnymi źródłami danych poprzez interfejsy OLE DB, ODBC, ADO oraz XML.
Technologie wywodzące się z FoxPro są wykorzystywane przez Microsoft m.in. w SQL Server, Access oraz różnych częściach Visual Studio i .NET Framework.

## Historia
VFP oparty na FoxPro (początkowo zwanym FoxBASE) rozwijanym przez Fox Software od 1984; Fox Software został przejęty przez Microsoft w 1992, ze względu na unikatową technologię szybkiego wyszukiwania danych Rushmore, wprowadzoną później w innych produktach Microsoftu. Ostatnia wersja FoxPro (2.6a) pracowała pod systemami Mac OS, DOS, Windows i Unix. Visual FoxPro 3, pierwsza obiektowa wersja Visual, obsługiwała jedynie platformy Mac i Windows, a późniejsze wersje już tylko Windows.
Według TIOBE's Programming Community Index od 2005 roku VFP mieścił się w pierwszej 20 najpopularniejszych języków programowania.
Komunikat Microsoft z 13 marca 2007 informuje, że oprogramowanie Visual FoxPro nie będzie dalej rozwijane. Oznacza to, że wersja VFP 9, datowana 22 grudnia 2004, jest ostatnią komercyjną dystrybucją tego pakietu. Wsparcie techniczne dla VFP 9 będzie prowadzone do 2015 roku. Od 11 października 2007 dostępny jest dodatek Service Pack 2, zawierający poprawki krytyczne oraz zapewniający dodatkowe wsparcie dla Windows Vista. Od tej pory dla VFP9 SP2 wydano trzy poprawki przyrostowe (cumulative hotfix), najnowsza z 3 kwietnia 2009.
Poprzez witrynę CodePlex, został udostępniony w lutym 2008, pakiet komponentów o nazwie kodowej Sedna, rozszerzający możliwości integracji rozwiązań opartych na VFP z innymi technologiami Microsoft, w tym z SQL Server 2005, .NET 2.0, WinFX, Windows Vista, oraz Office 12. Na zasadach open source, nakładami społeczności programistów Visual FoxPro, pod nazwą VFPx (poprzednio SednaX), opracowywane są dodatki do VFP oraz utrzymywane aktualne wersje rozszerzeń, m.in. FFC, Sedna, XSource, GDIPlusX itp.
W marcu 2007 ruszyła społecznościowa kampania MasFoxPro. Jej celem jest kontynuacja rozwoju VFP, udostępnienie kodu VFP na zasadach open source, lub powierzenie opracowania kolejnych wersji VFP firmom trzecim.